# Comuna Chirca, Anenii Noi
Chirca este o comună din raionul Anenii Noi, Republica Moldova. Cuprinde satele Chirca și Botnăreștii Noi.

## Demografie
Structură etnică
     moldoveni (91,27%)
     ucraineni (6,08%)
     ruși (1,99%)
     găgăuzi (0,22%)
     bulgari (0,39%)
     români (0,06%)
Conform datelor recensământului din 2004, populația comunei este de 1.810 locuitori, dintre care 892 (49,28%) bărbați și 918 (50,72%) femei. Structura etnică a populației în cadrul comunei arată astfel:
- moldoveni — 1.652;
- ucraineni — 110;
- ruși — 36;
- găgăuzi — 4;
- bulgari — 7;
- români — 1.

## Administrație și politică
Componența Consiliului local Chirca (11 consilieri), ales la 5 noiembrie 2023, este următoarea:
|  | Partid                                       | Consilieri | Componență | Componență | Componență | Componență | Componență |
|  | -------------------------------------------- | ---------- | ---------- | ---------- | ---------- | ---------- | ---------- |
|  | Partidul Acțiune și Solidaritate             | 5          |            |            |            |            |            |
|  | Partidul Socialiștilor din Republica Moldova | 5          |            |            |            |            |            |
|  | Platforma Demnitate și Adevăr                | 1          |            |            |            |            |            |